# McLaren MP4/6
La McLaren MP4/6 è una monoposto di Formula 1 costruita dalla scuderia inglese McLaren, che prese parte alla stagione 1991, guidata dal campione del mondo in carica Ayrton Senna e da Gerhard Berger.

## Descrizione e storia

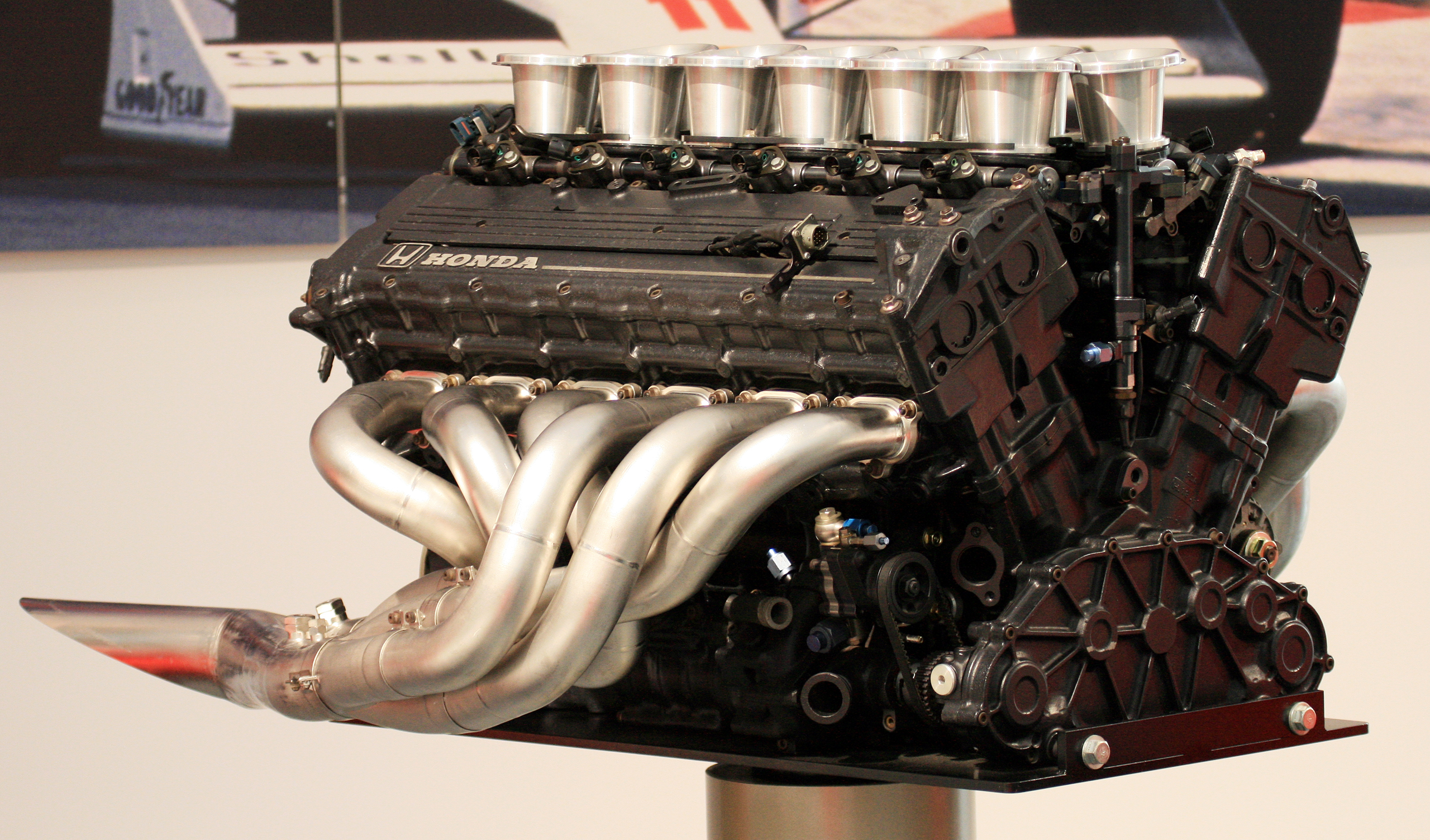
V12 Honda RA121E

La vettura dotata di una struttura in fibra di carbonio composita, progettata da Neil Oatley, presentata solo pochi giorni prima dell'inizio della stagione, montava il nuovo motore Honda a 12 cilindri, che sostituiva il motore V10 utilizzato dalla McLaren nelle due stagioni precedenti. Il cambio era ancora un manuale a 6 marce, a differenza di Ferrari e Williams che avevano il cambio semiautomatico; anche l'aerodinamica era piuttosto convenzionale: a differenza di altre vetture come la Benetton B191 o la Tyrrell 020, la MP4/6 non aveva il muso rialzato. La MP4/6 fu l'ultima vettura con cambio manuale e motore V12 a vincere almeno uno dei due titoli in palio (campionato piloti e costruttori).

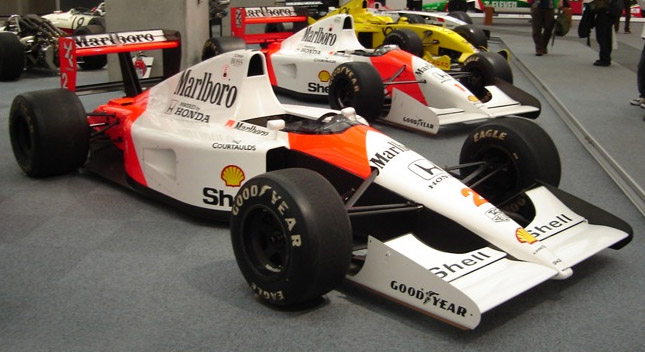
MP4/6 con muso e ala modificata

La MP4/6 vinse otto gare su sedici (7 con Senna, tra cui le prime 4, e una con Berger) e si aggiudicò il titolo costruttori; Senna la portò alla vittoria nel mondiale piloti. Fu la vettura migliore del lotto 1991 per affidabilità e costanza a punti, ma non la più veloce in assoluto. La Williams FW14 si dimostrò infatti superiore in prestazioni ma l'inaffidabilità nella parte iniziale della stagione consentì alla McLaren di dominare incontrastata le prime gare, grazie anche allo straordinario talento di Senna. Quando la FW14 iniziò a essere competitiva, la MP4/6 mostrò tutti i suoi limiti rispetto al progetto dei rivali, ma la guida di Senna e alcuni errori del team Williams permisero alla squadra di Ron Dennis di ripetersi comunque nella vittoria mondiale. Esclusa dai giochi la Ferrari, incapace di ripetere le prestazioni dell'anno precedente a causa di progetti sbagliati e di un clima non favorevole all'interno della scuderia.
La MP4/6 venne riutilizzata, in versione aggiornata, per le prime due gare della stagione 1992; ormai surclassata dalle Williams, ottenne solo un podio (con Senna) e due piazzamenti (con Berger), prima di lasciare il posto alla MP4/7A.